# Slasher (série télévisée)
Cet article concerne la série télévisée. Pour le sous-genre cinématographique, voir Slasher.
Slasher ou Hécatombe au Québec est une série télévisée d'anthologie canadienne créée par Aaron Martin (en).
La première saison a été diffusée, aux États-Unis, entre le 4 mars et le 15 avril 2016 sur Chiller TV (en), au Canada, entre le 1er avril et le 20 mai 2016 sur Super Channel et, au Québec, entre le 13 février et 3 avril 2017 sur AddikTV sous son titre original.
Depuis la deuxième saison, la série est diffusée en tant que série originale sur le service Netflix, dans les deux pays incluant le Canada, publiée le 17 octobre 2017. La deuxième saison a aussi été diffusée sur AddikTV du 19 mars au 13 mai 2018.
Dans tous les pays francophones, la série est diffusée depuis le 1er mars 2017 sur le service Netflix et y est distribuée en tant que série originale depuis la deuxième saison.

## Synopsis

### Saison 1:Le Bourreau
Note : Sans titre lors de sa diffusion originale, elle fut nommée Seven Deadly Sins (soit Sept péchés capitaux) par la production. Le titre français Le Bourreau vient du titre donné à la saison au Québec et sur les services Netflix francophones.
Waterbury, 1988. Le soir d'Halloween, un couple avec une femme enceinte accueillent un homme déguisé qu'ils croient être leur ami. Quand l'ami en question arrive finalement, le mystérieux inconnu, caché derrière un masque effrayant, assassine sauvagement le couple, puis extrait le bébé des entrailles de la mère.
Des années plus tard, l'enfant, qui a survécu, est devenu une belle jeune femme du nom de Sarah Bennett. Décidée à surmonter ce traumatisme, elle fait le choix de revenir dans la petite ville pour emménager dans la maison de ses parents avec son mari.
Lorsqu'une série de meurtres commence à secouer le voisinage, Sarah rend visite en prison au tueur qui a massacré ses parents. Elle rouvre l'enquête et fait tomber les masques de la petite communauté, qui dévoile peu à peu ses secrets inavouables.

### Saison 2:Les Coupables
Note : En version originale, cette saison s'intitule Guilty Party.
Camp Motega, il y a quelques années, en été. Un groupe de moniteurs assassine Talvinder, l'une des leurs, et cache le corps dans les bois.
Cinq ans plus tard, ce même groupe, maintenant adulte, décide d'y retourner pour passer un week-end lors de l'hiver. Pour cela, ils rejoignent temporairement une communauté qui habite dans le camp depuis sa fermeture.
Mais le groupe ne retourne pas sur place par nostalgie, mais par inquiétude. En effet, un projet de construction est prévu là où le corps de Talvinder a été enterré. Si le corps est retrouvé, les autorités pourraient remonter jusqu'à eux. Ils doivent donc retrouver les restes et les détruire le plus vite possible.
Mais rien ne se passe comme prévu. Une personne au visage caché par la capuche d'un manteau de ski commence à s'en prendre au groupe mais également à la communauté et laisse un message menaçant écrit avec du sang aux anciens moniteurs : « Je sais que vous l'avez tuée. » Alors qu'ils sont isolés dans le camp, les secrets ainsi que les cadavres commencent à tomber.

### Saison 3:Solstice
Kit Jennings, un toxicomane bisexuel et accro au sexe, est poignardé à mort par un tueur masqué surnommé le « Druide » avant d'être achevé, écrasé par une voiture. Un an plus tard, le tueur resurgit et commence à assassiner le voisinage.
En effet, cette communauté de résidents semble avoir un lien avec le meurtre macabre de Kit, effectué un an plus tôt.

### Saison 4:Flesh and Blood
Cette saison suit une réunion de famille riche mais dysfonctionnelle pour une réunion sur une île isolée. Leurs vieilles blessures et rivalités compétitives éclatent lorsque la famille se rend compte qu'un tueur masqué est sur l'île, avec l'intention de les éliminer cruellement un par un.

### Saison 5:Ripper
Cette saison remontera dans le temps jusqu'à la fin du XIXe siècle, où un tueur traque les rues, mais au lieu de cibler les pauvres et les opprimés comme Jack l'Éventreur, The Widow rend justice aux riches et aux puissants. La seule personne qui s'oppose à ce tueur est le détective nouvellement promu, Kenneth Rijkers, dont la croyance à toute épreuve en la justice pourrait finir par être une autre victime.

## Distribution

### Saison 1

#### Acteurs principaux
- Katie McGrath (VF : Adeline Moreau) : Sarah Bennett
- Brandon Jay McLaren (VF : Serge Faliu) : Dylan Bennett
- Steve Byers (VF : Damien Boisseau) : Cam Henry
- Patrick Garrow (VF : Christian Visine) : Tom Winston
- Dean McDermott (VF : Jérôme Pauwels) : Iain Vaughn
- Christopher Jacot (en) (VF : Jérémy Bardeau) : Robin Turner
- Wendy Crewson (VF : Pauline Larrieu) : Brenda Merrit
- Sabrina Grdevich : Nancy Vaugh

#### Acteurs secondaires
- Erin Karpluk (VF : Léa Gabriele) : Heather Peterson
- Rob Stewart (VF : Philippe Dumond) : Alan Henry
- Jessica Sipos (VF : Anne-Laure Gruet) : June Henry
- Jefferson Brown (en) (VF : Patrick Pellegrin) : Trent McBride
- Mayko Nguyen (VF : Geneviève Doang) : Alison Sutherland
- Alysa King (VF : Sophie Planet) : Rachel Ingram
- Enuka Okuma (VF : Laura Zichy) : Lisa Ann Follows
- Shawn Ahmed (VF : Maxime Baudouin) : Sharma
- Hannah Endicott-Douglas (VF : Lucile Boudonnat) : Ariel Peterson
- Susannah Hoffman (VF : Sophie Baranes) : Marjorie Travers
- Victoria Snow (en) (VF : Isabelle Leprince) : Sonja Edwards
- Mark Ghanimé (VF : Nessym Guétat) : Justin Faysal
- David Patrick Flemming : Tom Winston, jeune
- Dylan Taylor (en) (VF : Yannick Bellisart) : Bryan Ingram
- Booth Savage (VF : Bernard Bollet) : le maire Ronald Edwards

### Saison 2

#### Acteurs principaux
- Leslie Hope (VFB : Audrey d'Hulstère) : Judith
- Lovell Adams-Gray (VFB : Alain Eloy) : Peter Broome
- Jim Watson (VFB : Sébastien Hébrant) : Noah Jenkins
- Paula Brancati (VFB : Béatrice Wegnez) : Dawn Duguin
- Christopher Jacot (en) (VFB : Michel Hinderyckx) : Antoine
- Paulino Nunes (VFB : Franck Dacquin) : Mark Rankin
- Ty Olsson (VFB : Nicolas Matthys) : Glenn Morgan
- Joanne Vannicola (VFB : Fabienne Loriaux) : Renée
- Sebastian Pigott (VFB : David Manet) : Owen Turnbull
- Madison Cheeatow (VFB : Livia Dufoix) : Keira

#### Acteurs secondaires
- Melinda Shankar (VFB : Maia Baran) : Talvinder Gill
- Kaitlyn Leeb (VFB : Esther Aflalo) : Susan Lam
- Rebecca Liddiard (en) (VFB : Marie du Bled) : Andi Criss
- Dean McDermott (VFB : Bruno Bulté) : Alan Haight
- Rebecca Amzallag (VFB : Sandrine Bonjean) : Stéphanie
- Jefferson Brown (en) (VFB : Laurent Van Wetter) : Gene
- Kyle Buchanan : Simon
- Simu Liu : Luke
- Sophia Walker (VFB : Frédérique Schürmann) : Megan
- Kimberly-Sue Murray (VFB : Sandrine Bonjean) : Janice
- Luke Humphrey (VFB : Simon Duprez) : R.G.
- Jon McLaren (VFB : Ronald Beurms) : Ryan
- Pedro Miguel Arce : Hunter

### Saison 3

#### Acteurs secondaires
- Rebecca Amzallag (VFB : Helena Coppejans) : Beth
- Robert Cormier (VFB : Bruno Mullenaerts) : Kit Jennings
- Ishan Davé (VFB : Alexandre Crépet) : Detective Pujit Singh
- Genevieve DeGraves (VFB : Ludivine Deworst) : Cassidy E. Olenski
- Tiio Horn (VFB : Marcha Van Boven) : Coroner Lucie Cooper
- Jefferson Brown : Wyatt
- Patrice Goodman (VFB : Célia Torrens) : Justine Rijkers
- Marie Ward : Kate Dixon
- Dalal Badr : Farishta Jalalzai
- Saad Siddiqui : Azlan Jalalzai
- Romy Weltman : Erica Dixon
- Paniz Zade : Noelle Samuels
- Landon Norris (VFB : Pierre Le Bec) : Charlie
- Mika Amonsen : Dieu grec
- Aidan Chase (IV) : Un gars
- Emma Ho : Amy (Jeune)
- Isaac Pilozo : Angel (Jeune)

### Saison 4

#### Acteurs principaux
- A.J. Simmons : Vincent Galloway
- Alex Ozerov : Theo Galloway
- Christopher Jacot (en) : Seamus Galloway
- Jeananne Goossen : Dr Persephone Trinh
- Maria del Mar : Annette Galloway
- Paula Brancati : Christy Martin
- Rachael Crawford : Grace Galloway
- Sabrina Grdevich : Florence Galloway
- Sydney Meyer : Liv Vogel
- David Cronenberg : Spencer Galloway

### Saison 5

#### Acteurs principaux
- Eric McCormack : Basil Garvey

## Production

### Développement
Le 8 mai 2017, le studio de production Shaftesbury Films révèle qu'une deuxième saison était secrètement en production et que cette dernière, intitulée Guilty Party, aura pour thème un camp de vacances. Une grande partie de la distribution est aussi dévoilée. La saison a été produite par le studio seul, sans la participation, ni la commande d'une chaîne.
Il est ensuite confirmé que la chaîne Super Channel ne participe plus à la production et que la série ne reviendrait pas sur leur ondes, ni sur la chaîne américaine Chiller TV, les droits de la série ayant été récupérés par le service Netflix pour le Canada et les États-Unis ainsi que pour le reste du monde, où la série y sera distribuée en tant que série originale.
Le 20 septembre 2017, Netflix annonce que la deuxième saison sera mise en ligne intégralement sur son service le 17 octobre 2017.
Le 20 août 2018, Shaftesbury Films annonce le début de la production d'une troisième saison, prévue pour 2019.

### Tournage
Le tournage de la première saison a eu lieu durant l'été 2015 à Sudbury, Parry Sound et Sault Ste. Marie en Ontario au Canada.
Pour celui de la deuxième saison, la production s'est déplacée à Orangeville et ses environs en Ontario, toujours au Canada, à partir du mois de février 2017.

## Épisodes

### Première saison:Le Bourreau(2016)
Composée de huit épisodes, elle a été diffusée entre le 4 mars et le 15 avril 2016 sur Chiller TV (en) aux États-Unis et entre le 1er avril et le 20 mai 2016 sur Super Channel.
1. La Colère (An Eye for an Eye)
2. La Gourmandise (Digging Your Grave With Your Teeth)
3. L'Envie (Like as Fire Eateth Up and Burneth Wood)
4. La Paresse (As Water is Corrupted Unless It Moves)
5. L'Avarice (Ill-Gotten Gains)
6. La Luxure (The One Who Sows His Own Flesh)
7. L’Orgueil (In the Pride of His Face)
8. Une boîte remplie de souvenirs (Soon Your Own Eyes Will See)

### Deuxième saison:Les coupables(2017)
Composée de huit épisodes, elle a été mise en ligne intégralement le 17 octobre 2017 sur Netflix.
1. Six pieds sous terre (Six Feet Under)
2. Entre le bien et le mal (Between Good and Evil)
3. Saint Sébastien (Saint Sebastian)
4. La Nuit des chasseurs (Night of Hunter)
5. De mal en pis (Out of the Frying Pan)
6. S.O.S. (Drone)
7. L'Armée des morts (Dawn of the Dead)
8. Le Passé ne meurt jamais (The Past is Never Dead)

### Troisième saison:Solstice(2019)
Composée de huit épisodes, la saison 3 a été mise en ligne intégralement 23 mai 2019 sur Netflix.
1. De 6 h à 9 h (6 am to 9am)
2. De 9 h à 12 h (9 am to 12 am)
3. De 12 h à 15 h (12 am to 3 pm)
4. De 15 h à 18 h (3 pm to 6 pm)
5. De 18 h à 21 h (6 pm to 9 pm)
6. De 21 h à minuit (9 pm to 12 pm)
7. De minuit à 3 h (12 pm to 3 am)
8. De 3 h à 6 h (3 am to 6 am)

### Quatrième saison:Flesh & Blood(2021)
Composée de huit épisodes, la saison 4 est diffusée du 12 août au 16 septembre 2021 sur Shudder (en).
1. Thicker Than Water
2. The Sins of the Father
3. In Trust
4. Upstairs Downstairs
5. Family Ties
6. Face Time
7. Goldfinger
8. Kindred

### Cinquième saison:Ripper(2023)
Cette cinquième saison a été diffusée du 6 avril au 11 mai 2023 sur Shudder.
1. The Slaughterhouse
2. The Painful Truth
3. Backbone
4. Left Handed Justice
5. Everybody's Darling
6. Resurrections
7. Divine Secrets
8. Vengeance

## Distinctions

### Récompenses
- Les Prix Écrans canadiens 2017 :
  - Meilleure performance par une actrice pour un rôle secondaire dans un programme ou série dramatique pour Wendy Crewson

### Nominations
- Les Prix Écrans canadiens 2017 :
  - Meilleur téléfilm ou mini-série
  - Meilleure réalisation pour un programme ou une mini-série dramatique
  - Meilleur scénario pour un programme ou une mini-série dramatique
  - Meilleure performance par un acteur pour un rôle principal dans un programme ou une mini-série dramatique pour Steve Byers